# Центральноандийское нагорье
Центральноанди́йское наго́рье (исп. Andes Centrales) — наиболее широкая (до 750 км) часть Анд, расположенная между 15° и 28° южной широты на территории Перу, Боливии, Чили и Аргентины.
Бо́льшая, восточная часть нагорья, находящаяся в пределах Боливии, носит название Боливийское нагорье. Центральная часть нагорья занята внутренним плоскогорьем Пуна, средняя высота которого составляет 3700—4100 м (отдельные хребты достигают 6000 м) и пониженным плато Альтиплано.
Климат на территории нагорья тропический, высокогорный, на восточных наветренных склонах влажный, в Пуне и на западе — резко континентальный. Снеговая линия на востоке проходит на высоте 4850 м, во внутренних районах — до 6500 м (наивысшая на Земле). Восточные склоны прорезаны ущельями многочисленных рек, на западе имеются лишь временные водотоки.
На севере Пуны располагаются высокогорные степи (пастбищное скотоводство, посевы зерновых и картофеля), на западе и юге нагорья — полупустыни и пустыни; на восточных склонах — горно-тропические умеренно влажные леса.
На территории нагорья имеются крупные месторождения руд олова, вольфрама, сурьмы, меди, висмута, серебра, железа и полиметаллов.